# Parathesis tenorioi
Parathesis tenorioi är en viveväxtart som beskrevs av C.L. Lundell. Parathesis tenorioi ingår i släktet Parathesis och familjen viveväxter. Inga underarter finns listade i Catalogue of Life.